# Clitarc d'Egina
Clitarc (en grec antic: Κλείταρχος, llatí: Cleitarchus) fou un gramàtic de l'antiga Grècia natural d'Egina que va escriure un tractat de lexicografia.
Tenint en compte els autors que empra com a font i els autors que cita, i els que el citen a ell, es pot concloure que va viure en qualque moment entre el 200 aC i el 50 aC.
La seva obra, un tractat en almenys set llibres intitulada Γλῶσσαι o bé Περὶ γλωσσῶν πραγματεία, versava sobre les peculiaritats lèxiques dels dialectes grecs, inclòs el frigi, i estava estructurada de manera alfabètica. Ateneu de Nàucratis l'esmenta en moltes d'ocasions.